# Царский кус
Царский кус, или Презент к Высочайшему двору рыбы и икры от Уральского (Яицкого) войска — стародавний обычай уральских казаков отправлять к Высочайшему двору главные произведения страны — икру и рыбу.
Означенные продукты являются результатом назначаемого специально для того рыболовства, известного под именем Царского, или презентного, багренного рыболовства, производимого зимой, обыкновенно в нескольких верстах от г. Уральска. На следующий день икра и рыба в сопровождении офицера отправляются по железной дороге в Петербург (пудов 70—80 икры и несколько сотен осетров).
Обычай доставки презента связан, вероятно, с пожалованием яицких (теперь уральских) казаков рекою Уралом, оформленным в 1752 году. Уже указом 14 декабря 1753 года яицкое войско обязывалось доставлять ежегодно в дворцовую канцелярию до 800 осетров и белуг и известное количество свежей и просольной икры. В прежнее время, кроме икры и рыбы, войску яицкому предписывалось доставлять диких кабанов, для добычи которых посылались команды охотников в устье реки Яика (Урала).
Как видно из указа императрицы Екатерины II, данного на имя Яицкого войска 15 декабря 1765 года, обычай хлебосольства превращался в «задаривание» не только рыбой и икрой, но и другими предметами разных влиятельных лиц. «В презент, кроме Двора Нашего Императорского Величества, — гласит указ, — партикулярно от войска рыбы и икры, как до сего происходило и по следствию оказалось, что посыланы были к разным персонам, сверх рыбы и икры, калмычата, кибитки, лошади, тулупы и др., не отправлять и тем обществу убытки не чинить и нарочных кроме обыкновенных станиц не посылать под взысканием всего того на начальниках». И после того, однако, влиятельные лица продолжали получать в презент ежегодно зимою «дары Урала». Симпатичный в своей основе народный обычай искажен устранением самих рыбаков от участия в распределении почетных подарков и вмешательством в это дело администрации.